# Bazzania nudicaulis
Bazzania nudicaulis là một loài Rêu trong họ Lepidoziaceae. Loài này được A. Evans mô tả khoa học đầu tiên năm 1923.